# Homalium protectum
Homalium protectum är en videväxtart som beskrevs av H. Sleum.. Homalium protectum ingår i släktet Homalium och familjen videväxter. Inga underarter finns listade i Catalogue of Life.